# Mary Shelley
Mary Shelley (Mary Wollstonecraft Godwin n. 30 august 1797, Greater London, Anglia, Regatul Marii Britanii – d. 1 februarie 1851, Chester Square⁠(d), Anglia, Regatul Unit al Marii Britanii și Irlandei) a fost o scriitoare britanică, dramaturg, eseist, biograf și editor al operelor soțului ei, poetul romantic și filozoful Percy Bysshe Shelley.
A fost fiica lui William Godwin, care era preocupat de filozofia politică și a scriitoarei, filozoafei și feministei Mary Wollstonecraft. Mary Shelley este cel mai bine cunoscută pentru romanul Frankenstein (1818), fiind considerată drept precursoarea scrierilor științifico-fantastice moderne.

## Biografie

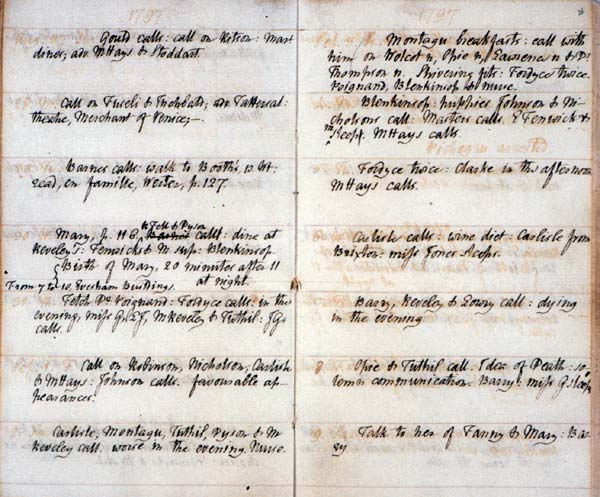
Pagină din jurnalul lui William Godwin unde înregistrează nașterea lui Mary Shelley la 30 august 1797 (în partea stângă, ultimele patru rânduri de jos).

Mary Shelley născută Mary Wollstonecraft Godwin în Somers Town, Londra în 1797. Ea a fost cel de-al doilea copil al scriitoarei, filozoafei și feministei Mary Wollstonecraft și primul copil al filosofului, scriitorului, jurnalistului William Godwin. Wollstonecraft a murit la zece zile după ce s-a născut Mary, în urma unei febre puerperale; Godwin a lăsat-o pe Mary să crească împreună cu sora ei vitregă mai mare, Fanny Imlay, copilul lui Wollstonecraft și al americanului Gilbert Imlay.
La un an după moartea lui Wollstonecraft, Godwin a publicat „Memorii” (1798), o carte plină de amintiri despre soția sa. Wollstonecraft, care a fost apreciată în timpul vieții, după moarte a fost numită „târfă”, din cauza cărții lui Godwin.

## În cultura populară
În filmul de groază Mireasa lui Frankenstein (1935, regia James Whale), rolul scriitoarei Mary Shelley este interpretat de Elsa Lanchester.

## Legături externe
- Lucrări de Mary Shelley la Proiectul Gutenberg
- Opere de sau despre Mary Shelley la Internet Archive
- Mary Shelley la Internet Speculative Fiction Database
- Lucrări de Mary Shelley la LibriVox (cărți audio aflate în domeniul public)
- Mary Shelley chronology and bibliography Arhivat în 10 mai 2010, la Wayback Machine. – part of Romantic Circles
- „Materiale de arhivă referitoare la Mary Shelley”. UK National Archives.
- Mary Wollstonecraft Shelley manuscript material, 1815–1850, held by the Carl H. Pforzheimer Collection of Shelley and His Circle, New York Public Library
- Mary Shelley Arhivat în 19 iulie 2019, la Wayback Machine. at the British Library
- Mary Shelley la Internet Movie Database
- Lucrări de Mary Shelley la Open Library
- Mary W. Shelley la Science Fiction and Fantasy Hall of Fame

## Vezi și
- Prophets of Science Fiction

Format:Percy Bysshe ShelleyFormat:Mary WollstonecraftFormat:Mary Shelley